# 구자라트 술탄국
구자라트 술탄국(페르시아어: سلطنت گجرات, 구자라트어: ગુજરાત સલ્તનત)은 1401년부터 1573년까지 구자라트 지역을 중심으로 존재한 술탄국이다. 
구자라트 술탄국은 15세기 초 오늘날 인도 구자라트에 설립된 술탄국으로, 이슬람으로 개종한 카트리 출신의 자파르 칸 무자파르에 의해 설립되었다. 무자파르는 피루즈 샤 투글루크에게 자신의 여동생을 델리 술탄국의 왕실로 시집보내겠다고 제의하며 귀족에 올랐다. 구자라트 주지사였던 무자파르는 티무르가 델리를 초토화시키자 델리 술탄국에서 독립하였다. 자파르 칸은 안힐와다 파탄 근처에서 파르하트 울 물크를 물리친 후 이 도시를 수도로 삼았다. 티무르의 델리 침공 이후 델리 술탄국의 세력이 상당히 약화되자 1407년에 공식적으로 독립을 선언하며 구자라트 술탄국을 건국하였다. 
다음 술탄이자 그의 손자인 아마드 샤 1세는 1411년에 새로운 수도인 아마다바드를 세웠다. 그의 후계자인 무하마드 샤 2세는 대부분의 라지푸트 족장을 정복하였다. 마흐무드 베가다의 치세 동안 구자라트 술탄국은 전성기에 이르렀다. 마흐무드는 대부분의 라지푸트 족장을 제압하고 디우 해안에서 해군을 창설하였다. 
1509년 디우 전투 이후 포르투갈은 구자라트 술탄국으로부터 디우를 강탈하였다. 1526년 시칸다르 샤가 암살당하며 술탄국의 몰락이 시작되었다. 무굴 황제 후마윤은 1535년에 구자라트를 침공하여 잠시 동안 점령하였다. 그 후 바하두르 샤는 1537년 거래를 하다가 포르투갈인에게 살해당했다. 1573년에 악바르가 구자라트를 무굴 제국의 영토로 합병하면서 구자라트 술탄국은 멸망하였다. 마지막 통치자 무자파르 샤 3세는 아그라에서 포로로 잡혔으며, 1583년 그는 감옥에서 탈출해 귀족들의 도움으로 짧은 기간 동안 왕위를 되찾는데 성공했지만 악바르의 장군 압둘 라힘 칸 일 카나에게 패배하였다.

## 참고 문헌
- Chaurasia, Radhey Shyam (2002). 《History of Medieval India: From 1000 A.D. to 1707 A.D.》 (영어). Atlantic Publishers & Dist. ISBN 978-81-269-0123-4.
- Chaube, J. (1975). 《History of Gujarat Kingdom, 1458-1537》 (영어). Munshiram Manoharlal Publishers. ISBN 9780883865736.
- Sharma, Gopi Nath (1954). 《Mewar & the Mughal Emperors (1526-1707 A.D.)》 (영어). S.L. Agarwala.
- Taylor, Georg P. (1902). 《The Coins Of The Gujarat Saltanat》 XXI. Mumbai: Royal Asiatic Society of Bombay. hdl:2015/104269. 2017년 3월 1일에 원본 문서에서 보존된 문서. 2017년 2월 28일에 확인함. 이 문서는 퍼블릭 도메인 출처의 본문을 포함합니다.
- Parikh, Rasiklal Chhotalal; Shastri, Hariprasad Gangashankar, 편집. (1977). 《ગુજરાતનો રાજકીય અને સાંસ્કૃતિક ઇતિહાસ: સલ્તનત કાલ》 [Political and Cultural History of Gujarat: Sultanate Era]. Research Series - Book No. 71 (구자라트어) V. Ahmedabad: Bholabhai Jeshingbhai Institute of Learning and Research. 50–136쪽.